# Jerzy Karaszkiewicz

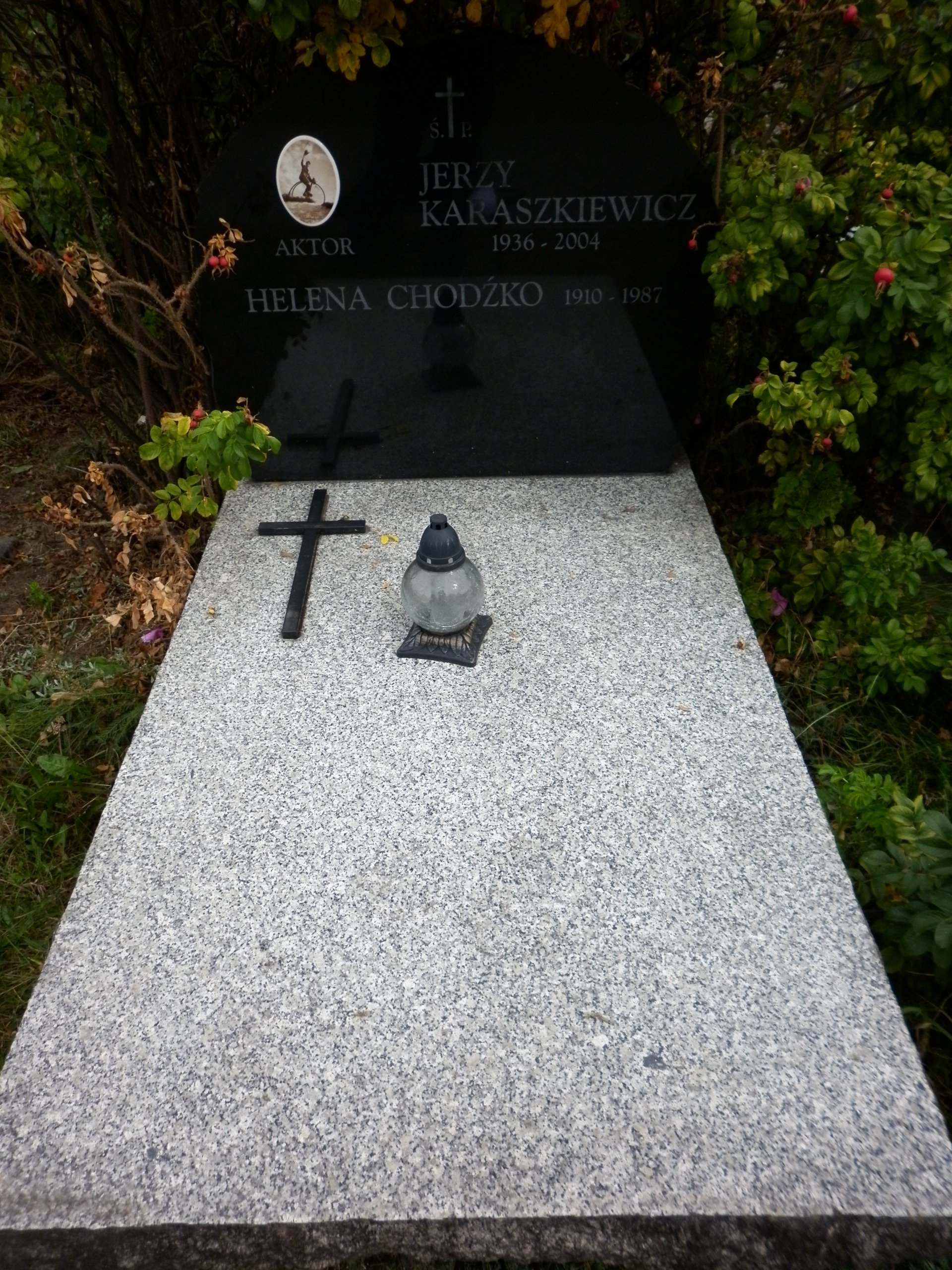
Grób aktora na warszawskim cmentarzu Północnym

Jerzy Karaszkiewicz (ur. 1 stycznia 1936 w Warszawie, zm. 17 grudnia 2004 tamże) – polski aktor filmowy i teatralny. Był mężem scenografki i projektantki wnętrz Elżbiety Karaszkiewicz.

## Życiorys
Jego rodzice byli działaczami PPS przed II wojną światową. Jego ojciec nosił nazwisko Karaśkiewicz, które zmienione zostało przez matkę aktora.
W roku 1959 Karaszkiewicz ukończył warszawską PWST. Wcześniej występował w Studenckim Teatrze Satyryków oraz wystąpił w Hamlecie w Teatrze Powszechnym w Warszawie, w roli Rosenkrantza. Później występował w warszawskich teatrach: Teatrze Dramatycznym, Teatrze Polskim oraz Teatrze Rozmaitości. Teatr Rozmaitości opuścił, gdy jego dyrektorem został Ignacy Gogolewski, który sugerował angażowanie aktorów w pochód pierwszomajowy. Po opuszczeniu tego teatru, wyjechał do Londynu, gdzie zagrał w Teatrze Nowym POSK. Po powrocie do Polski grał w Teatrze Dramatycznym w Płocku oraz gościnnie w Teatrze Współczesnym w Szczecinie. W roku 1987 powrócił do Teatru Dramatycznego w Warszawie, którym kierował wówczas Zbigniew Zapasiewicz, a następnie grał w Teatrze Nowym, do którego zaprosił go Adam Hanuszkiewicz.
Współtworzył scenariusz filmu Rejs (1970) Marka Piwowskiego, w którym także wystąpił. W filmie reżyserzy przeważnie obsadzali go w rolach „szemranych typów”, on sam twierdził, że najchętniej widzieli go w roli kierowcy nyski.
Karaszkiewicz był autorem zbioru felietonów Pogromca łupieżu, które publikował wcześniej w Gazecie Wyborczej i Polityce. Zawarł w nich wspomnienia z dzieciństwa w okupowanej Warszawie, przeplatane z gawędami o artystach, m.in. Halinie Mikołajskiej, Tadeuszu Łomnickim czy Adamie Hanuszkiewiczu.
Zmarł na zawał serca. Został pochowany na cmentarzu komunalnym Północnym w Warszawie (kwatera W-II-8, rząd 13, grób 11).

## Teatr
- Teatr Powszechny w Warszawie (1960–1964)
- Teatr Dramatyczny w Warszawie (1964–1969)
- Studencki Teatr Satyryków (1970–1972)
- Teatr Rozmaitości w Warszawie (1972–1985)
- Teatr Dramatyczny im. Jerzego Szaniawskiego w Płocku (1985–1990)
- Teatr Nowy w Warszawie (1990–2002)

## Wybrana filmografia
- Godzina pąsowej róży jako Jan Dorosz, mąż Ewy
- Sam pośród miasta jako kierowca Wacek
- Podziemny front jako żołnierz AL
- Kochajmy Syrenki jako saksofonista zespołu „Żywioły”
- Pieczone gołąbki jako Drobniak, członek brygady Wierzchowskiego
- Stawka większa niż życie jako partyzant „Franek”
- Rejs jako marynarz łowiący ryby
- Nie lubię poniedziałku jako Józek, mechanik w warsztacie samochodowym
- Stawiam na Tolka Banana jako członek szajki „filmowców”
- Czterdziestolatek jako Franek Maciaszek
- Dyrektorzy jako robotnik
- Brunet wieczorową porą jako Stasiek, pijaczek z warsztatu samochodowego
- 07 zgłoś się jako Wojteczek „Szklane Oczko”
- Życie na gorąco jako Franois Bernier
- Doktor Murek jako bandzior Józiek
- Prom do Szwecji jako Grodzki, kierowca PKS
- Droga
- Miś jako sprzedający wejściówki na lotnisko na Okęciu
- Najdłuższa wojna nowoczesnej Europy jako nauczyciel Grass (odc. 11)
- Popielec jako Burek
- Życie Kamila Kuranta jako wuj Kazimierz
- Zdaniem obrony jako Krzywy
- Weryfikacja jako Furmaniak
- Rzeka kłamstwa jako Dyriasz
- Mistrz i Małgorzata jako krytyk Alojzy Mogarycz
- Oszołomienie jako aktor Frankowski
- Wielka wsypa jako Dziuniek
- Prawo ojca jako emerytowany policjant
- Dom jako złodziej Piskorz
- Siedlisko jako pan Stefan
- Ogniem i mieczem jako starosta Hieronim Radziejowski
- Złotopolscy jako menel Funio
- Psie serce jako Sławek
- Spam jako Zbyszek, ojciec Moniki